# Tirisiti
El Tirisiti és un muntatge teatral amb titelles que es representa en la ciutat d'Alcoi (l'Alcoià). Va ser declarat Bé Immaterial d'Interés Cultural per la Generalitat Valenciana l'any 2002 i va rebre la Distinció de la Generalitat Valenciana al mèrit cultural l'any 2004.
La tradició betlemística alcoiana data del segle xix, i en concret la figura de Tiristi data de 1910. El Betlem de Tirisiti, que és el seu nom complet, es representa a Alcoi en Nadal, amb un format menut, mesclant elements populars alcoians (com el torero Clásico) amb altres del naixement de Jesús, l'arribada dels Reis Mags o la celebració de les festes de Moros i Cristians, tan característics del lloc.

Els titelles són del tipus anomenat "de peu i vareta". Això vol dir que els titelles, muntats sobre unes varetes metàl·liques verticals, es mouen per un entramat de guies o carrils que connecten els diversos elements escènics. Aquesta manipulació característica, amb menys incidència que altres modalitats de titella com la titella de fil o marioneta, és un dels factors que aporten major interès al Betlem. La persona o titellaire que representa el principal personatge parla amb una llengüeta metàl·lica en la boca, i per això quan apareix anomenant a Tereseta, el que se sent és Tirisiti, donant nom al personatge principal i a la representació.

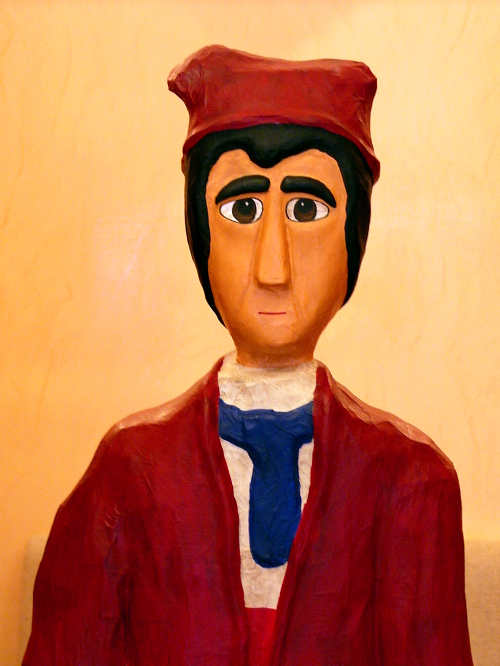
Tirisiti

Durant anys es va representar en un barracó especialment habilitat, encara que des del 2006 ha passat al Teatre Principal. Aquest canvi va contribuir a quadruplicar l'assistència en deu anys. El públic es compta per milers i la demanda sempre supera l'oferta del Nadal anterior, obligant a anticipar les representacions fins als primers dies de desembre.

## Història
Es coneix el seu origen concret, si bé a les dècades de 1870 i 1880 coexistixen a la Ciutat d'Alcoi tres betlems diferents, els del Tio Sarguero, Pepe el Cullerotero i el de Josep Esteve Carbonell el Betlemero. Tots tres es muntaven a barracons de fusta que s'alçaven a mitjans de desembre i representaven el betlem entre el 23 de desembre i el 6 de gener. Davant de la confiteria El Campanar s'alçava el betlem de Josep Esteve, al costat del Campanar de Santa Maria s'alçava el del Cullerotero i davant l'Església de Sant Agustí ho feia el Tio Sarguero. Tots tres abandonaren la plaça arran d'una ordre municipal, passant a representar-se els betlems a noves localitzacions que variaven. Per a evitar la competència, Josep Esteve modificava el guió del betlem perquè tinguera originalitat, i seua seria la idea de fusionar els tres betlems existents, agafant elements dels tres predecessors, introduint en este moment les referències a personatges coneguts alcoians i temes d'actualitat, sobre la base d'un guió que no va arribar mai a escriure's. El personatge de Tirisiti existeix des d'almenys l'any 1910, sent este un període de gran confusió pel que fa al contingut del betlem, que s'arribà a dividir en diferents representacions independents. Entre les dècades de 1940 i 1950 el betlem viu una de les seues millors èpoques, per a patir diferents crisis durant els anys 60. El 1960 canvia d'amo, entre 1961 i 1967 en diferents anys no es representa i canvia sovint de mans en pocs anys.
L'any 1989 l'Ajuntament d'Alcoi es va fer càrrec del Betlem de Tirisiti i va encomanar la representació a la companya alcoiana La Dependent, la qual li va donar l'estructura i guió que té en l'actualitat.
Este muntatge utilitza tant el valencià com el castellà, predominant el primer. Els diàlegs de la part costumista, la segona part, són totalment en valencià, mentres que els de la part sacra són en castellà. El llenguatge és popular, amb refranys i dits populars com Anar d'Herodes a Pilatos o l'amo del comú quan no hi ha ningú; si bé hi ha un joc de paraules, perquè el comú és també una altra forma de referir-se a l'excusat. En les representacions se solen anomenar temes d'actualitat local o política, que Tirisiti comenta com de passada i sol cantar algun tema d'actualitat.

## Personatges

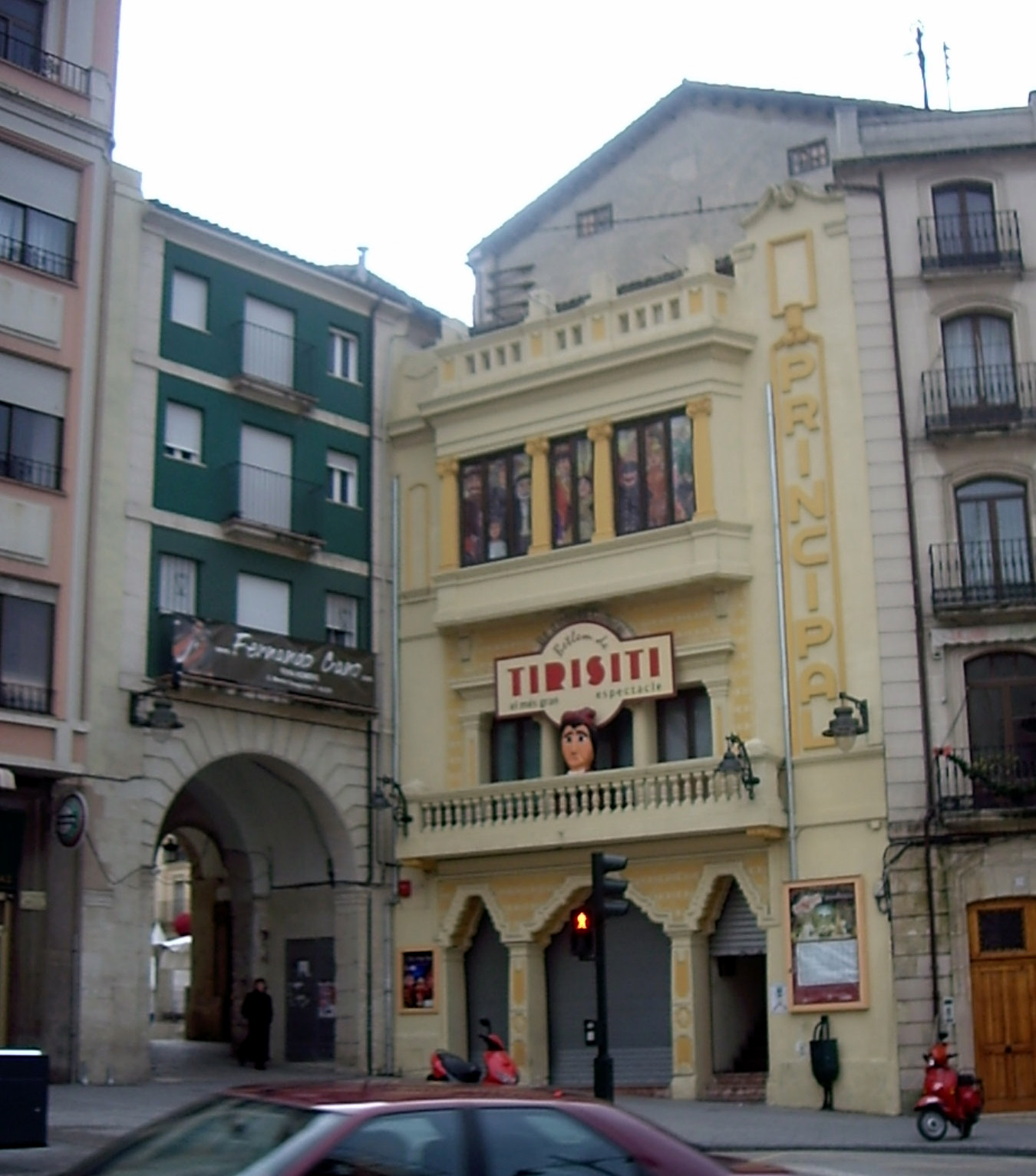
Teatre Principal d'Alcoi

- Tirisiti. El personatge central. Tocat amb una barretina, necessita diversos titelles (amb pijama, capot, amb globus...).
- Narrador. Fora d'escena. Fa que els xiquets entenguen el que diuen els personatges, que a vegades és de molt difícil comprensió. Quan narra en castellà imitant un pregoner ha d'exagerar la pronunciació castellana típica dels alcoians valencianoparlants, amb vocals molt obertes, consonants valencianitzades i expressions típiques traduïdes del valencià al castellà. Actualment, el narrador sol ser interpretat per una dona.
- Tereseta. Dona de Tirisiti embolicada amb el capellà.
- La Sagrada Família. Maria, Josep i Jesús.
- Ses Majestats Màgiques.
- El Sereno.
- L'agüelo. Vell remugador.
- El Clergat. Un capellà, un sagristà i un escolà.
- Clásico. Torero alcoià.
- Sant Jordi.
- Moros i Cristians.

I un fum d'altres personatges com pastorets, romans, beates... Fins i tot l'estrela de Betlem té el seu moment estel·lar. Molts d'estos personatges es poden veure en carn i os en la Cavalcada de Reis d'Alcoi.

## Argument i desenvolupament

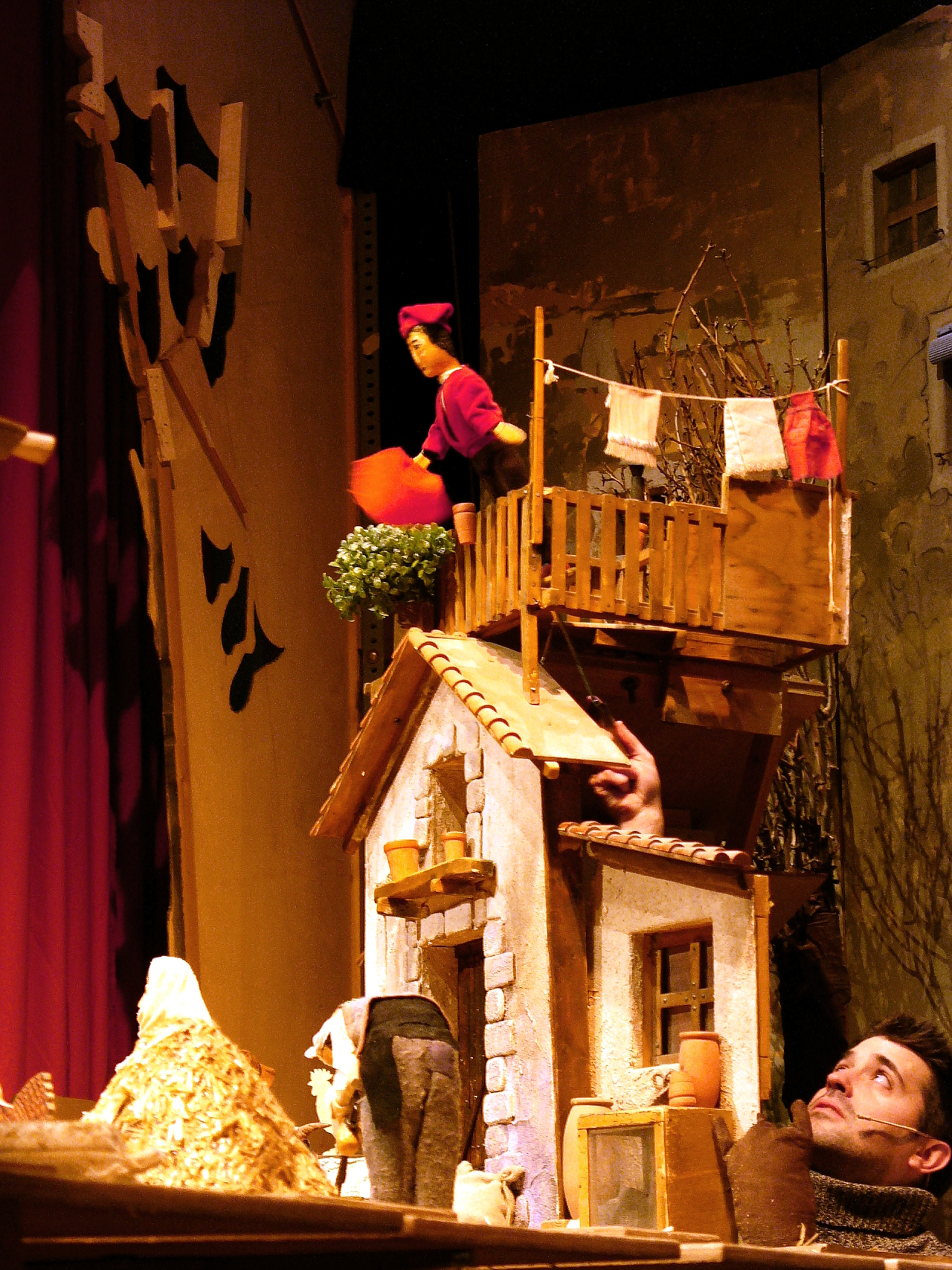
Betlem de Tirisiti

La representació comença amb la veu en off del narrador: «Des de molt antic, dins d'estes terres tan veïnes de la Mariola....» La peça s'acompanya de nadaletes populars a Alcoi més L'entrà dels Reis, música composta per a la cavalcada i alguna marxa mora: Preludi; Ai, Pep!; Barrabàs; Tam, pa-tam, tam; A la run, run; Feu-me llenya; Pastoret, on vas?; A Betlem me'n vull anar; La carabasseta i el moniatet; Jo sé una cançó i Postludi.

### Part sacra
Narrador: Ya salen los santos esposos de la ciudad de Belem/ tristes y afligidos por no encontrar posada...
La representació del Betlem i de la història sagrada té lloc en un primer moment, representant Sant Josep i a la Mare de Déu demanant posada, (Tirisiti (l'hostaler), es nega posada), el naixement de Jesús, l'adoració dels pastors i la dels tres Reis Mags (tradicionalment a Alcoi el rei negre és Gaspar), la persecució d'Herodes i la fugida de la Sagrada Família a Egipte. Tot això s'adorna amb música popular.

### Part costumista

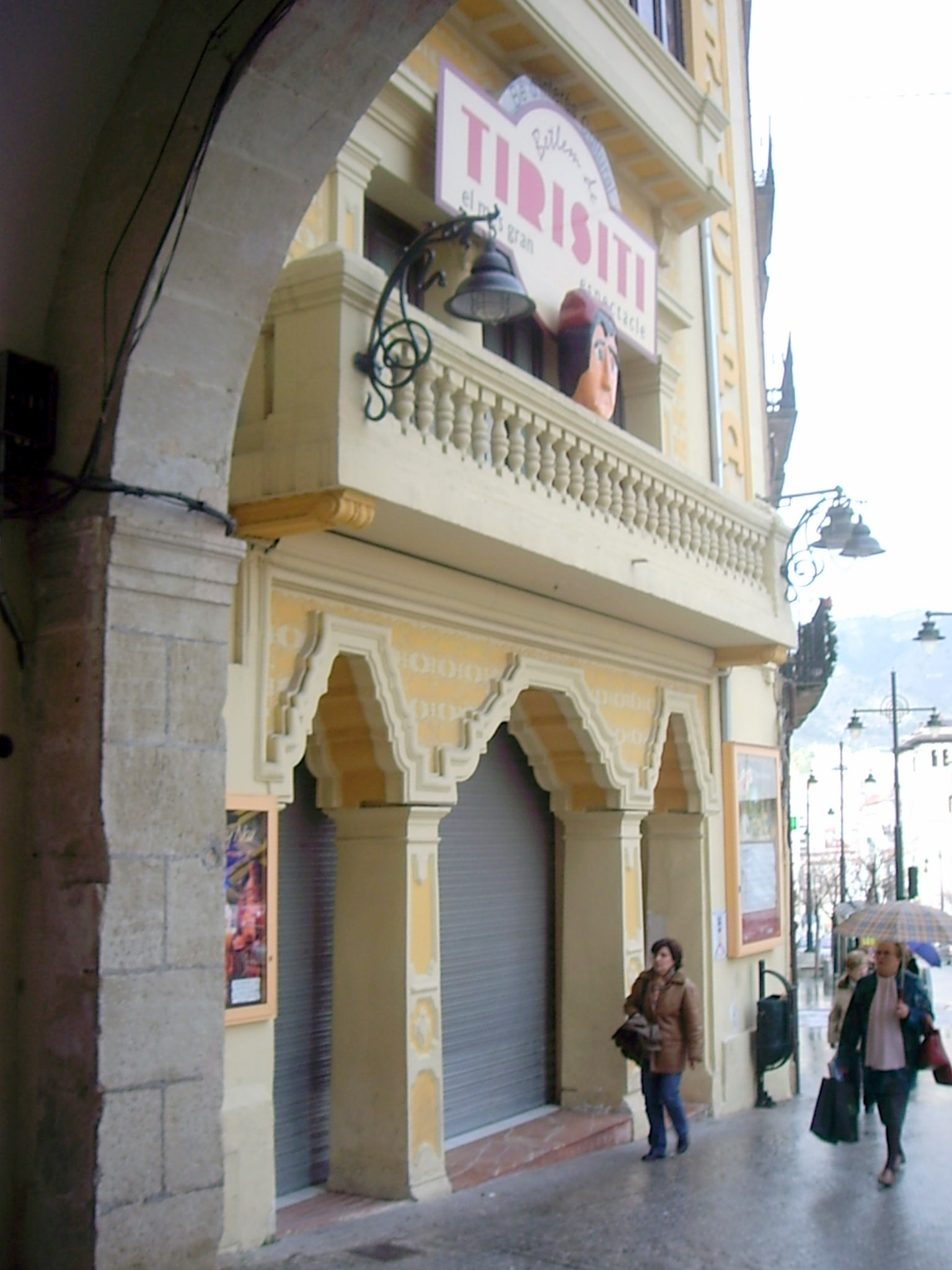
Vista des de del carrer de Sant Tomàs

Sereno: «Ave María purísima, les quatre i sereno!».
Narrador: «Sereno desperta al retor...».
Entre esta part i la següent, molt més lúdica, es produïx un entremés còmic, amb cançó inclosa per part del públic: «El sereno s'ha perdut, en la font de la salut...». Els xiquets li pregunten al Sereno «quina hora és?» i s'establix un diàleg en què es discutix sobre l'hora.
Tirisiti: «Au, Tereseta. Ves-te'n a missa».
Narrador: «Tirisiti, que tu no vas a missa?...».
Es veu l'entrada a missa de la gent del poble, amb música nadalenca, el sagristà tocant el cul a les beates i el personatge de l'agüelo, que pega a Tirisiti i el sagristà. A més la dona de Tirisiti, Tereseta, està embolicada amb el retor (el capellà), com es torna a veure a l'eixida de la missa. Apareix un bou, que toreja Clásico, el torero alcoià, i després ho intenta Tirisiti (el narrador li fa creure que és manso), i al final resulta agafat dins de sa casa. S'acaba amb les Festes de Moros i Cristians. Sense solució de continuïtat, sona un pasdoble. Comencen les festes, amb desfilades d'esquadres de Moros i Cristians i l'Aparició de Sant Jordi inclosos.
Narrador: «On vas, Tirisiti?».
Tirisiti: «Me'n vaig. Vaig a la lluna».
L'obra acaba quan Tirisiti fa la maleta i munta en un globus (El globo de Milà) per a anar-se'n a la lluna. Acomiadant-se del públic, el globus explota i Tirisiti cau a terra.